# Bataille de Ferrybridge
Pour un article plus général, voir Guerre des Deux-Roses.
Guerre des Deux-Roses
Batailles
La bataille de Ferrybridge a opposé la Maison d’York à la Maison de Lancastre les 27 et 28 mars 1461. Cet affrontement de la guerre des Deux-Roses est un prélude à la bataille de Towton, qui a lieu le lendemain.

## Contexte
Après avoir été proclamé roi par ses partisans à Londres, le yorkiste Édouard IV rassemble une large force et part le 13 mars affronter les partisans lancastriens d’Henri VI dans le Yorkshire. 

## L'affrontement de Ferrybridge

### La prise du pont par les yorkistes
Le 27 mars, le comte de Warwick Richard Neville avance vers Ferrybridge, construisant un pont pour franchir la rivière Aire et affronter les Lancastriens. Il perd plusieurs hommes, qui se noient dans la rivière glaciale ou qui doivent subir une volée de flèches de la part d’une petite force lancastrienne bien déterminée à les empêcher d’avancer. Une fois les Lancastriens repoussés, Warwick s’empresse de terminer la construction du pont et établit son camp au nord de la rivière.

### La contre-attaque lancastrienne
Le lendemain matin, les Yorkistes sont pris en embuscade à l'aube par des Lancastriens bien plus nombreux et commandés par le tacticien John Clifford. Complètement surpris par cette nouvelle attaque, Warwick perd de nombreux hommes. Le second de Warwick, Lord FitzWalter, est mortellement blessé alors qu’il tente de motiver ses hommes. Le bâtard de Salisbury, le demi-frère illégitime de Warwick, est tué et Warwick lui-même est blessé d’une flèche à la jambe alors qu’il bat en retraite. Jean de Wavrin estime que les Yorkistes ont perdu 3 000 hommes.

### La poursuite et la mort de Clifford
Après la bataille, Édouard IV rejoint Warwick avec son armée et ils traversent tous deux la rivière Aire, le pont de Ferrybridge ayant à nouveau été détruit. Warwick envoie son oncle William Neville traverser à gué la rivière à cinq kilomètres en amont avec sa cavalerie et prendre à revers Clifford. Clifford est pourchassé et tué d’une flèche dans la gorge, ayant inconsciemment enlevé la pièce d’armure qui le protégeait. La mort de Clifford apporte du répit à Édouard, vengeant également son frère Edmond Plantagenêt qui avait été exécuté de la main de Clifford lors de la bataille de Wakefield. L'armée lancastrienne est en outre privée d'un brillant stratège militaire.

## Conséquences
Ayant débarrassé leurs environs de toute force ennemie, les Yorkistes réparent le pont et continuent leur marche jusqu'à Sherburn-in-Elmet, où ils établissent leur campement pour la nuit. L'armée principale des Lancastre est pour sa part arrivée à Tadcaster, à un peu plus de trois kilomètres au nord de Towton. 
Warwick craint que le désastre de la bataille ne pousse certains soldats à s'enfuir. Devant toute l'armée yorkiste, il amène son cheval et le tue avec son épée. Il jure ensuite de partager le sort de ses soldats lors de la prochaine bataille et galvanise ainsi ses troupes. Une déclaration est également publiée, permettant à tout soldat de se retirer s'il le souhaite mais avertissant l'armée que tout soldat faisant preuve de lâcheté sera impitoyablement puni. 
Bien que le lendemain soit le dimanche des Rameaux (période durant laquelle la trêve de Dieu doit être observée), les deux armées s'affrontent toute la journée du 29 mars. Après plusieurs difficultés, Édouard prend l'avantage lorsque son armée est renforcée par l'arrivée en début d'après-midi du duc de Norfolk. La bataille de Towton se conclut par une indéniable victoire yorkiste et assure la mainmise d'Édouard IV sur le trône. Il s'agit de la bataille la plus sanglante de la guerre des Deux-Roses.